# Aberyscir Motte
Aberyscir Motte är en medeltida borgruin i Storbritannien. Den ligger i kommunen Powys och riksdelen Wales, 230 kilometer väster om huvudstaden London.
Aberyscir Motte ligger 155 meter över havet. Runt Aberyscir Motte är det ganska tätbefolkat, med 60 invånare per kvadratkilometer. Närmaste större samhälle är Brecon, 4 km öster om Aberyscir Motte. Trakten runt Aberyscir Motte består i huvudsak av gräsmarker.